# أرتيمي فيديل
أرتمي لوكيانوفيتش فيدل 13 إبريل [بالتقويم القديم: 1 إبريل
] 1767 – 26 يوليو [بالتقويم القديم: 14 يوليو
] 1808 كان ملحنًا روسيًا من أصل أوكراني، أنتج أعماله استنادا إلى الألحان الشعبية الأوكرانية، وقدم مساهمة مهمة في تاريخ الموسيقى في أوكرانيا. يعد فيديل مع ماكسيم بيريزوفسكي ديميتري بارتنيانسكي الملحنين الثلاثة الذهبيين للموسيقى الكلاسيكية الأوكرانية في القرن الثامن عشر ، وواحد من أعظم الملحنين الكوراليين في روسيا.